# Anharmonicité

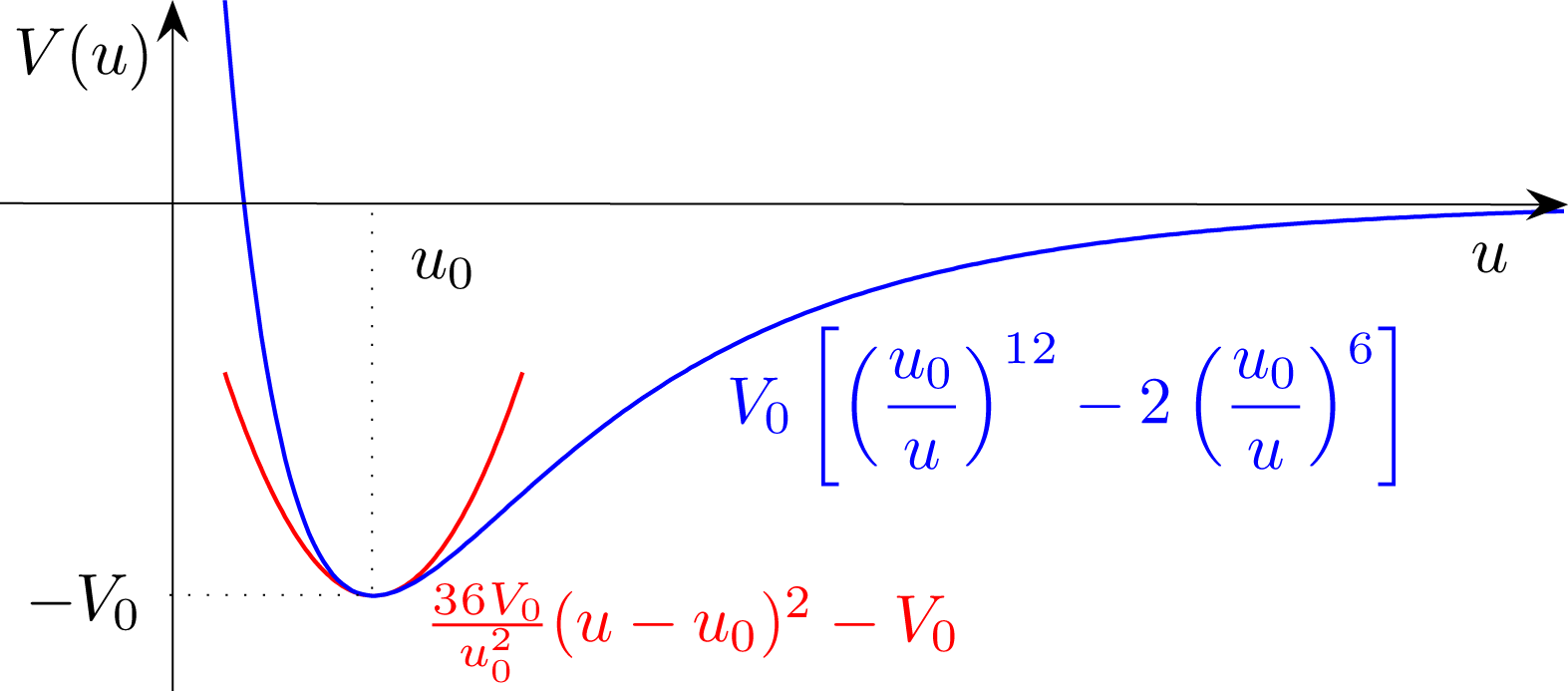
Potential approximation

Vous pouvez aider à l'améliorer ou bien discuter des problèmes sur sa page de discussion.
- Il ne cite pas suffisamment ses sources. Vous pouvez indiquer les passages à sourcer avec {{référence nécessaire}} ou {{Référence souhaitée}}, et inclure les références utiles en les liant aux notes de bas de page. (Marqué depuis avril 2024)
- Certaines informations devraient être mieux reliées aux sources mentionnées dans la bibliographie ou les liens externes. Améliorez sa vérifiabilité en les associant par des références. (Marqué depuis avril 2024)

- Archive Wikiwix
- Bing
- Cairn
- DuckDuckGo
- E. Universalis
- Gallica
- Google
- G. Books
- G. News
- G. Scholar
- Persée
- Qwant
- (zh) Baidu
- (ru) Yandex
- (wd) trouver des œuvres sur Wikidata

L'anharmonicité, en physique, désigne tout phénomène par lequel un oscillateur s'écarte du cas idéal de l'oscillateur harmonique.
Pour un oscillateur mécanique, par exemple dans le cas d'un ressort, l'anharmonicité peut être causée par une force de rappel qui n'est pas proportionnelle à l'élongation, par exemple due à des frottements fluides.
Dans le développement de l'énergie potentielle d'un oscillateur autour de sa position d'équilibre, le terme d'ordre deux constitue la composante harmonique ; tous les termes d'ordre supérieur sont des composantes anharmoniques.
La prise en compte des contributions anharmoniques est parfois nécessaire. En physique du solide notamment, il n'est pas possible d'expliquer le phénomène de dilatation thermique sans y faire appel[pourquoi ?].